# Silvervägstekel
Silvervägstekel (Anoplius infuscatus) är en stekelart som beskrevs av Vander Linden 1827. Silvervägstekel ingår i släktet Anoplius, och familjen vägsteklar. Arten är reproducerande i Sverige.